# Богд (Баянхонгор)
Эта статья — о монгольском сомоне. Другие значения: Богд
Богд (монг. Богд) — сомон аймака Баянхонгор в Южной Монголии, площадь которого составляет 3 983 км². Численность населения по данным 2006 года составила 2 900 человек.